# Ефіопський календар
Ефіо́пський календа́р (амх. የኢትዮጵያ ዘመን አቆጣጠር) — календар, що використовується в Ефіопії, а також Ефіопською та Еритрейською орієнтальними церквами, та східно-католицькими Ефіопською та Еритрейською церквами. Цей календар базується на давнішому, Александрійському, що у свою чергу походить від стародавнього Єгипетського календаря, але має схожість і з юліанським календарем: у ньому також використовується додатковий день кожні чотири роки.
Початок року в ефіопському календарі припадає на 30 серпня за юліанським календарем, якщо наступний рік високосний, чи на 29 серпня, якщо наступний рік простий. Подібно до коптського календаря, Ефіопський календар містить 12 місяців по 30 днів кожен, а також п'ять або шість епагоменальних днів у кінці року, котрі зазвичай виділяються у 13-й місяць. Число епагоменальних днів визначає простий рік чи високосний.
Рахунок років в ефіопському календарі починається з 29 серпня 8 року н. е. за юліанським календарем. Отже, у нове тисячоліття Ефіопія вступила 29 серпня (11 вересня) 2008 року.
Для початку року ефіопи та послідовники церкви Еритреї сьогодні використовують дату Благовіщення 25 березня 9 року, за підрахунками Анніана Олександрійського. Отже, перший рік почався за сім місяців до цієї дати — 29 серпня 8 року, на відміну від європейців, які взяли розрахунки Діонісія Малого, здійснені у 525 році, який визначив на вісім років більш ранню дату Благовіщення, ніж Анніан Олександрійський. Тому число ефіопських років на вісім років менше з 1 січня по 10 вересня, а з 11 вересня по 31 грудня — на сім років менше, ніж за григоріанським календарем.
Доба починається не опівночі, а зі сходом Сонця.

## Місяці
| Амхарська | Коптська   | Початок місяця | Початок місяця у рік після ефіопського високосного дня |
| --------- | ---------- | -------------- | ------------------------------------------------------ |
| Mäskäräm  | Tut        | 11 вересня     | 12 вересня                                             |
| Teqemt    | Babah      | 11 жовтня      | 12 жовтня                                              |
| Hedar     | Hatur      | 10 листопада   | 11 листопада                                           |
| Tahsas    | Kiyahk     | 10 грудня      | 11 грудня                                              |
| T'er      | Tubah      | 9 січня        | 10 січня                                               |
| Yäkatit   | Amshir     | 8 лютого       | 9 лютого                                               |
| Mägabit   | Baramhat   | 10 березня     | 10 березня                                             |
| Miyazya   | Baramundah | 9 квітня       | 9 квітня                                               |
| Genbot    | Bashans    | 9 травня       | 9 травня                                               |
| Säne      | Ba'unah    | 8 червня       | 8 червня                                               |
| Hamle     | Abib       | 8 липня        | 8 липня                                                |
| Nähase    | Misra      | 7 серпня       | 7 серпня                                               |
| Pagumän   | Nasi       | 6 вересня      | 6 вересня                                              |

Дати вказані за григоріанським календарем для XX-XXI століть.